# Las preciosas ridículas

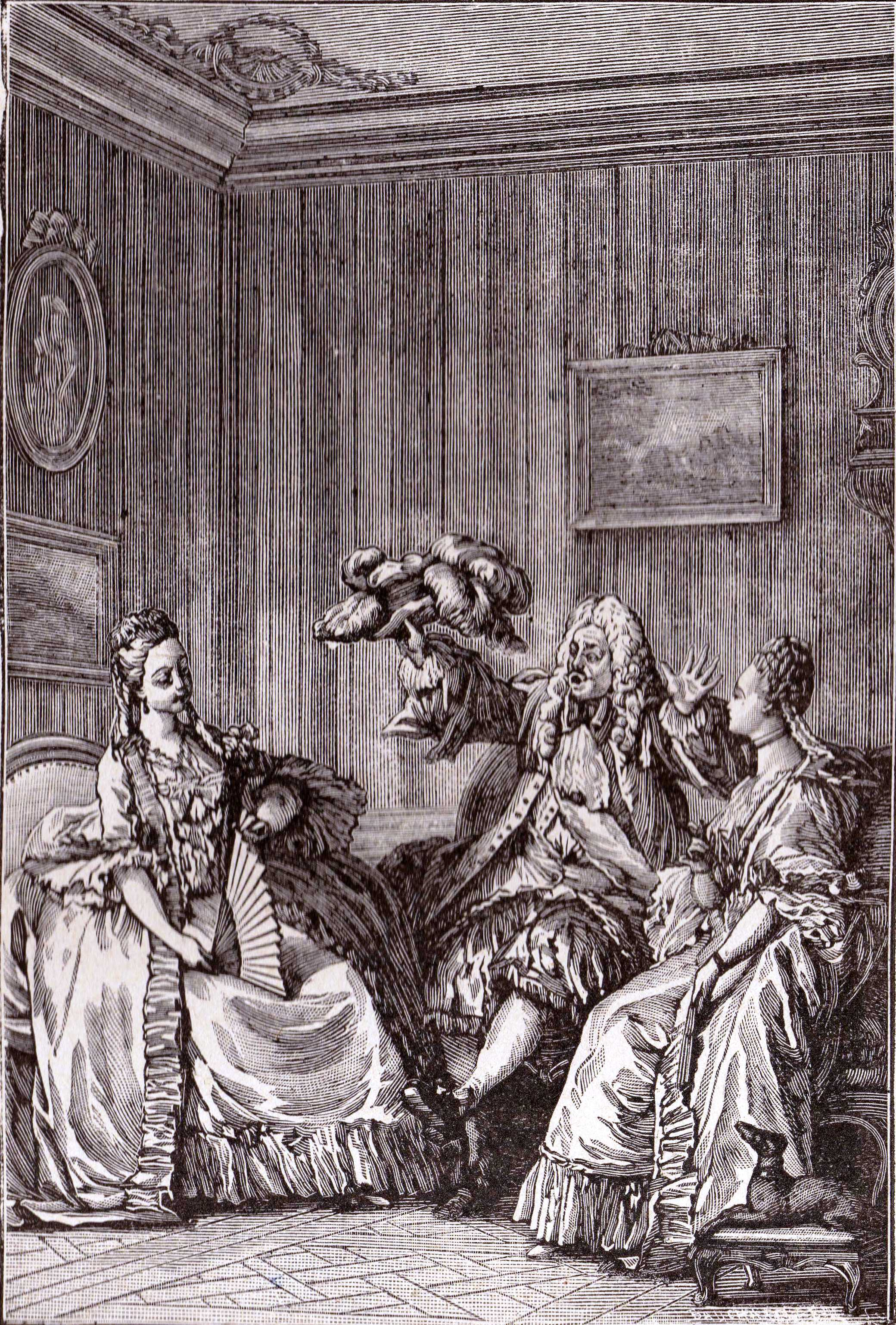
MASCARILLE: ¿Qué opinas de mi pequeño ganso? ¿Encuentras que va con mi ropa?
CATHOS: Absolutamente.
Escena IX. Grabado de Moreau el Joven.

Las preciosas ridículas o Las damas afectadas (Les précieuses ridicules, en francés) es una comedia en un acto de Molière, escrita en prosa. Se basa  en unas damas muy ingeniosas que se entretienen en conversaciones y juegos de palabras. Su estreno fue en París el 18 de noviembre de 1659 en el Théâtre du Petit-Bourbon. Parece que antes se había representado en provincias, siendo un gran éxito que atrajo el patrocinio de Luis XIV a Molière y a su compañía.
También se interpretó en agosto de 1661 en el Palacio de Vaux-le-Vicomte durante la famosa celebración de estilo italiano organizada por Nicolas Fouquet. 

## Argumento
Las preciosas Magdelon y Cathos son dos mujeres jóvenes de provincias que han venido a París en busca del amor. Gorgibus, el padre de Magdelon y tío de Cathos, decide que  deben casarse con un par de jóvenes eminentes. Las dos mujeres encuentran a estos hombres poco refinados  y los ridiculizan.
Después llegan Mascarille y Jodelet, dos  jóvenes que pretenden ser hombres sofisticados y de mundo. Magdelon y Cathos  se enamoran de ellos y al final se revela que estos dos hombres, Mascarille y Jodelet, son impostores, ya que son los sirvientes de los jóvenes que fueron despreciados y rechazados en un primer momento.

## Adaptaciones y representaciones
El compositor Felice Lattuada y el libretista Arturo Rossato escribieron una commedia lirica basada en el texto de Molière titulada Le preziose ridicole. Fue estrenada en el Teatro de la Scala, Milán, el 9 de febrero de 1929.
En 2005 el dramaturgo Jorge Plata Saray  adaptó la obra para ser representada por el Teatro Libre de Bogotá, Colombia. Se estrenó en el año 2005. Dirección de: Ricardo Camacho. Diseñada por: Pilar Caballero. Asistencia: Julián Molano Protagonizada por: Alejandra Guarin, Carolina Herrán, Héctor Bayona, Diego Barragán, Christian Ballesteros.
En 2014, la productora Atrévete, SRL adaptó la obra para ser presentada en la ciudad de Santo Domingo en el Teatro Nacional Eduardo Brito, República Dominicana. Dirección de: Germana Quintana. Protagonizada por: Gianni Paulino, Elvira Taveras y Xavier Ortíz.